# عطاء بن يزيد الليثي
عطاء بن يزيد الليثي الجندعي (25 هـ - 107 هـ)، أبو محمد المدني الشامي. من بني جندع بن ليث بن بكر بن عبد مناة بن كنانة. تابعي وأحد رواة الحديث النبوي، كان من أصحاب تميم الداري، ذكره ابن سعد في الطبقة الثانية من محدثي المدينة المنورة.

## روايته للحديث النبوي
روى عن: تميم الداري، أبو هريرة، أبو سعيد الخدري، أبو أيوب الأنصاري، وحمران بن أبان مولى عثمان بن عفان، وعبيد الله بن عدي بن الخيار، وأبي ثعلبة الخشني.
روى عنه: إسماعيل بن عبيد الله بن أبي المهاجر، وجميل بن أبي ميمونة، وذكوان أبو صالح السمان، وابنه سليمان بن عطاء، وسهيل بن أبي صالح، وابن شهاب الزهري، وهلال بن ميمون الرملي، وأبو عبيد حاجب سليمان بن عبد الملك.

## أقوال العلماء فيه
- قال علي بن المديني: كان ثقة.[5]
- وقال النسائي: شامي ثقة.[6]
- وقال ابن طهمان عن ابن معين: ثقة كفاية.
- وقال العجلي: ثقة تابعي.[7]
- وذكره ابن حبان في ثقاته.[8]
- وقال الذهبي في ميزان الاعتدال: ثقة مشهور.[9]
- وقال ابن حجر العسقلاني في التقريب: ثقة.[10]